# María Dolores Gómez Castro
María Dolores Gómez Castro (Córdoba, 1983) es una maquilladora y artista de efectos especiales de cine español, ganadora del premio Goya al mejor maquillaje y peluquería en el año 2014 por Las brujas de Zugarramurdi.

## Trayectoria profesional
Natural de la zona de Colón, en Córdoba, se formó en Madrid. Comenzó su carrera en el mundo de la moda, para después centrarse en el del cine y la televisión. Desde 2004, año en que realizó su primera serie como jefa de maquillaje, no ha parado de trabajar en lo audiovisual y en las artes. Ha colaborado con Francisco Rodríguez en las series Tierra de lobos e Isabel. 
María Dolores Gómez Castro, Francisco Rodríguez, Javier Hernández Valentín y Pedro Rodríguez ganaron el Goya al mejor maquillaje y peluquería en 2014 por Las brujas de Zugarramurdi, dirigida por Álex de la Iglesia.

## Distinciones
- Goya al mejor maquillaje y peluquería en 2014 por Las brujas de Zugarramurdi.